# コルト・ニューポケット
コルト・ニューポケットはアメリカ合衆国のコルト社が開発し、1895年に販売開始したダブルアクション・スイング・アウト・リボルバーである。コルト社にとってエポックメイキングと言える製品のひとつである。改良型のポジティブについても解説する。

## 開発
M1889でダブルアクション・スイング・アウト・リボルバーの実用化に成功したコルト社だったが、M1889は構造に起因する作動不良があった、作動不良の原因が反時計回りのシリンダーにあると考えたコルト社はシリンダーの回転方向を逆の時計回りにした新製品の開発を進めた。
開発は軍用の大型製品「ニューサービス」警察用の中型製品「ニューポリス」民間向けの小型製品「ニューポケット」が同時に進められた、この3種は大きさが異なるだけで構造は同一である。このうち「ニューポケット」が最も早い1895年に製品化された。

## 構造
ニューポケットの構造は折れ曲がった松の葉型のメインスプリングがリバウンド・レバーを介してハンマーとトリガーの両方に作用するものである。また、ハンマー・レスト・ポジション(作動前のハンマーの基本位置)においてハンマーを安全な位置まで後退させるリバウンド・メカを備えていた。
この製品の構造の焦点である時計回りのシリンダーはコルト社の目論見通りに働き、作動不良の問題は解決された。フレームのネジ留め式のサイドプレートは左側となった。
また、コルト社の製品としては初めてフレームの製造法に鍛造を採用していた。

## 改良
リバウンド・メカを備えたニューポケットだが、安全性という面で不完全だった。レスト・ポジションにあるハンマーに落下などで強い衝撃が加わるとハンマーが前進し、暴発の危険があった。コルト社はレスト・ポジションでハンマーの前進を防止する構造の開発に取り組み、1905年コルト社が「ポジティブ・ロック・セフティ」と呼ぶ構造として完成した。この構造の採用により、意図的にトリガーを引かない限り弾丸が発射されることは無くなった。
コルト社はポジティブ・ロック・セフティを組み込んだニューポケットを「ポジティブ」と改称した。同時にすでに製品化されていた「ニューサービス」と「ニューポリス」にもポジティブ・ロック・セフティが組み込まれ、このうちポジティブ・ロック・セフティが組み込まれたニューポリスは「ポリス・ポジティブ」と改称された。このポジティブ・ロック搭載型の構造はその後のコルト社のダブルアクション・スイング・アウト・リボルバーの共通の構造となった。